# Alchemilla anisiaca
Alchemilla anisiaca é uma espécie de rosácea do gênero Alchemilla, pertencente à família Rosaceae.